# 진안 천황사 괘불도
진안 천황사 괘불도는 대한민국 전북특별자치도 진안군 정천면 천황사에 있는 일제강점기의 불화이다. 2014년 10월 29일 대한민국의 국가등록문화재 제626호로 지정되었다.

## 개요
영산재 의식도량에 왕림하는 부처의 모습을 표현한 것으로, 20세기 전반까지도 사찰에서 영산재와 같은 전통적인 불교의식이 이어져 오고 있었음을 보여주는 귀중한 예이자 구한말의 대표적 학승인 영호 정호가 증명을 맡아 제작한 것으로, 당시 불화제작의 일면을 살펴볼 수 있다는 점에서 중요하다.
전반적으로 전통적인 괘불도의 도상과 기법을 계승하고 있으며, 부분적으로 옅게 음영법을 사용. 1941년에 조성되었지만 근대기 전통성을 유지하면서도 화격을 갖춘 수준 있는 불화이다.

## 참고 자료
- 진안 천황사 괘불도 - 국가유산청 국가유산포털